# Хемшини
Хемшини (јерм. Համշէնցիներ, тур. Hemşinliler) су разнолика група народа која је у прошлости или садашњости била повезана са округом Хемшин у вилајету Ризе у Турској. Они генерално прихватају своје јерменско поријекло, и да су првобитно били хришћани и припадници Јерменска апостолске цркве, али су се временом развили у посебну етничку групу и преобратили у сунитски ислам након османског освајања те области током друге половине 15. вијека.